# Ivan Ilić (futbolista)
Ivan Ilić (Niš, 17 de marzo de 2001) es un futbolista serbio que juega de centrocampista en el Torino F. C. de la Serie A.

## Trayectoria
Ilić fichó en 2016 por el Estrella Roja, y en 2017 se marchó al Manchester City de la Premier League inglesa.
Con el Manchester City no llegó a debutar, acumulando cesiones al Estrella Roja, al FK Zemun y al NAC Breda.

### Italia
En 2020 se marchó cedido al Hellas Verona de la Serie A italiana, y tras una gran temporada el club veronés se decidió a ficharlo en propiedad por 7,5 millones de euros. Este lo cedió en enero de 2023 al Torino F. C. en un acuerdo que incluía una opción de compra obligatoria si se cumplían determinadas condiciones.

## Selección nacional
Fue internacional sub-14, sub-15, sub-16, sub-17, sub-19 y sub-21 con la selección de fútbol de Serbia, antes de convertirse en internacional absoluto el 7 de junio de 2021 en un partido amistoso frente a la selección de fútbol de Jamaica.

### Participaciones en Copas del Mundo
| Mundial                        | Sede  | Resultados     | Partidos | Goles |
| ------------------------------ | ----- | -------------- | -------- | ----- |
| Copa Mundial de Fútbol de 2022 | Catar | Fase de grupos | 1        | 0     |

### Participaciones en Eurocopas
| Copa          | Sede     | Resultado    | Partidos | Goles |
| ------------- | -------- | ------------ | -------- | ----- |
| Eurocopa 2024 | Alemania | Primera fase | 3        | 0     |

## Clubes
| Club                               | País         | Año       |
| ---------------------------------- | ------------ | --------- |
| Estrella Roja de Belgrado          | Serbia       | 2017      |
| Manchester City                    | Inglaterra   | 2017-2021 |
| Estrella Roja de Belgrado (cedido) | Serbia       | 2017-2019 |
| FK Zemun (cedido)                  | Serbia       | 2019      |
| NAC Breda (cedido)                 | Países Bajos | 2019-2020 |
| Hellas Verona (cedido)             | Italia       | 2020-2021 |
| Hellas Verona                      | Italia       | 2021-2023 |
| Torino F. C. (cedido)              | Italia       | 2023      |
| Torino F. C.                       | Italia       | 2023-act. |